# Salzeda de Caselas

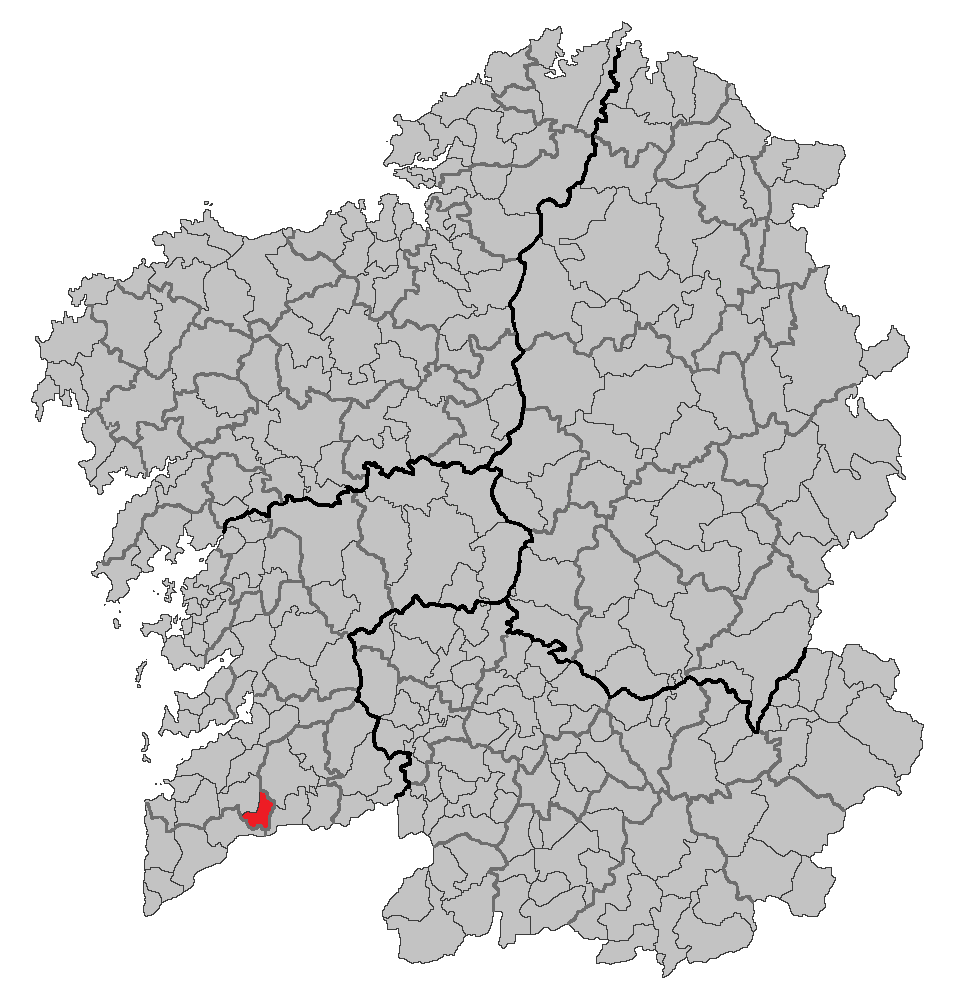
Localização de Salceda de Caselas

Salzeda de Caselas (Salceda de Caselas) é um município da Espanha na província de Pontevedra, comunidade autónoma da Galiza, de área 35,9 km² com população de 7686 habitantes (2007) e densidade populacional de 189,34 hab/km².

## Demografia
| Variação demográfica do município entre 1991 e 2004 | Variação demográfica do município entre 1991 e 2004 | Variação demográfica do município entre 1991 e 2004 | Variação demográfica do município entre 1991 e 2004 |
| --------------------------------------------------- | --------------------------------------------------- | --------------------------------------------------- | --------------------------------------------------- |
| 1991                                                | 1996                                                | 2001                                                | 2004                                                |
| 5713                                                | 6074                                                | 6335                                                | 6835                                                |